# Westerkwartier (gemeente)

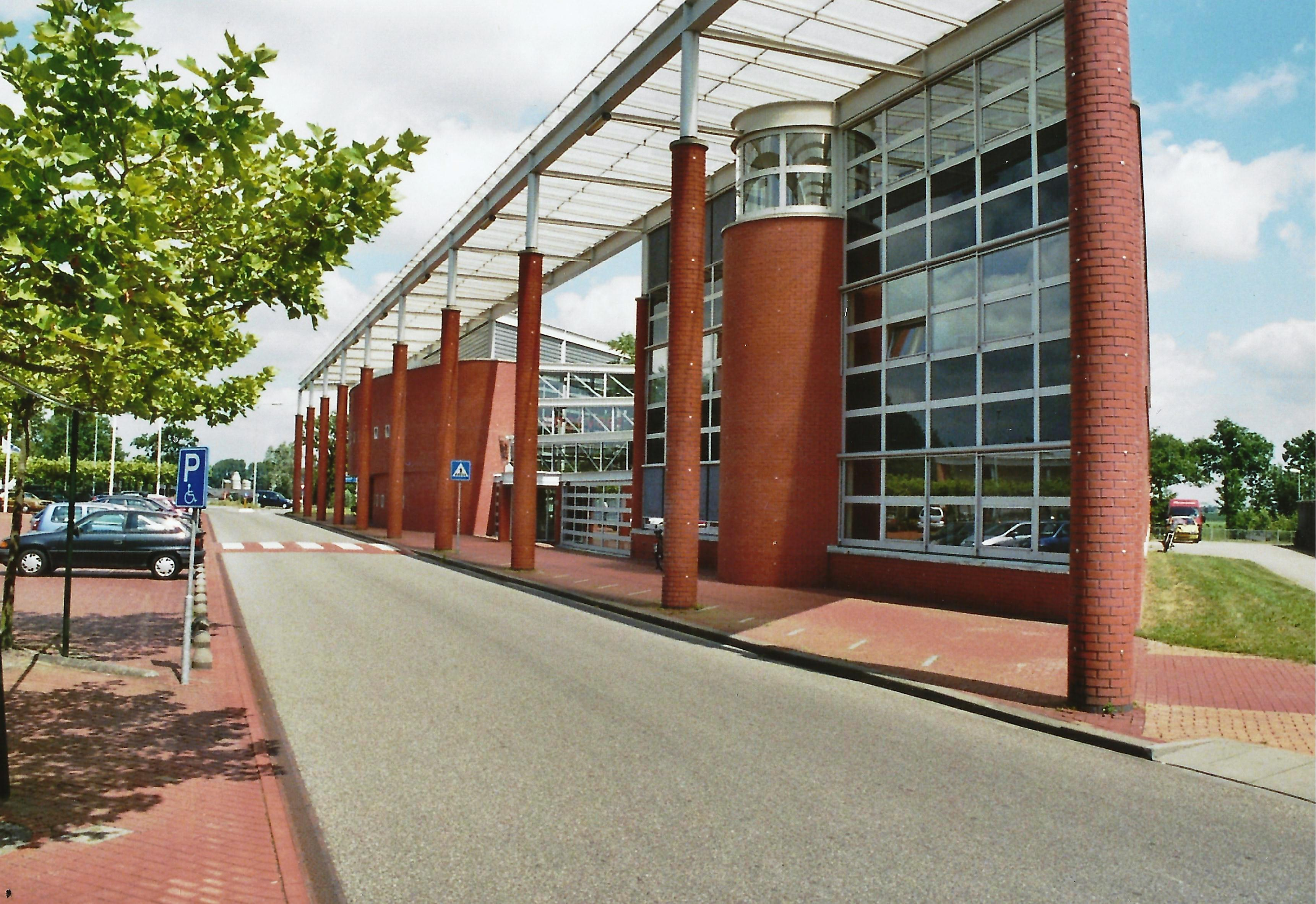
Gemeentehuis van Westerkwartier in Zuidhorn is de vergaderlocatie van de raad.

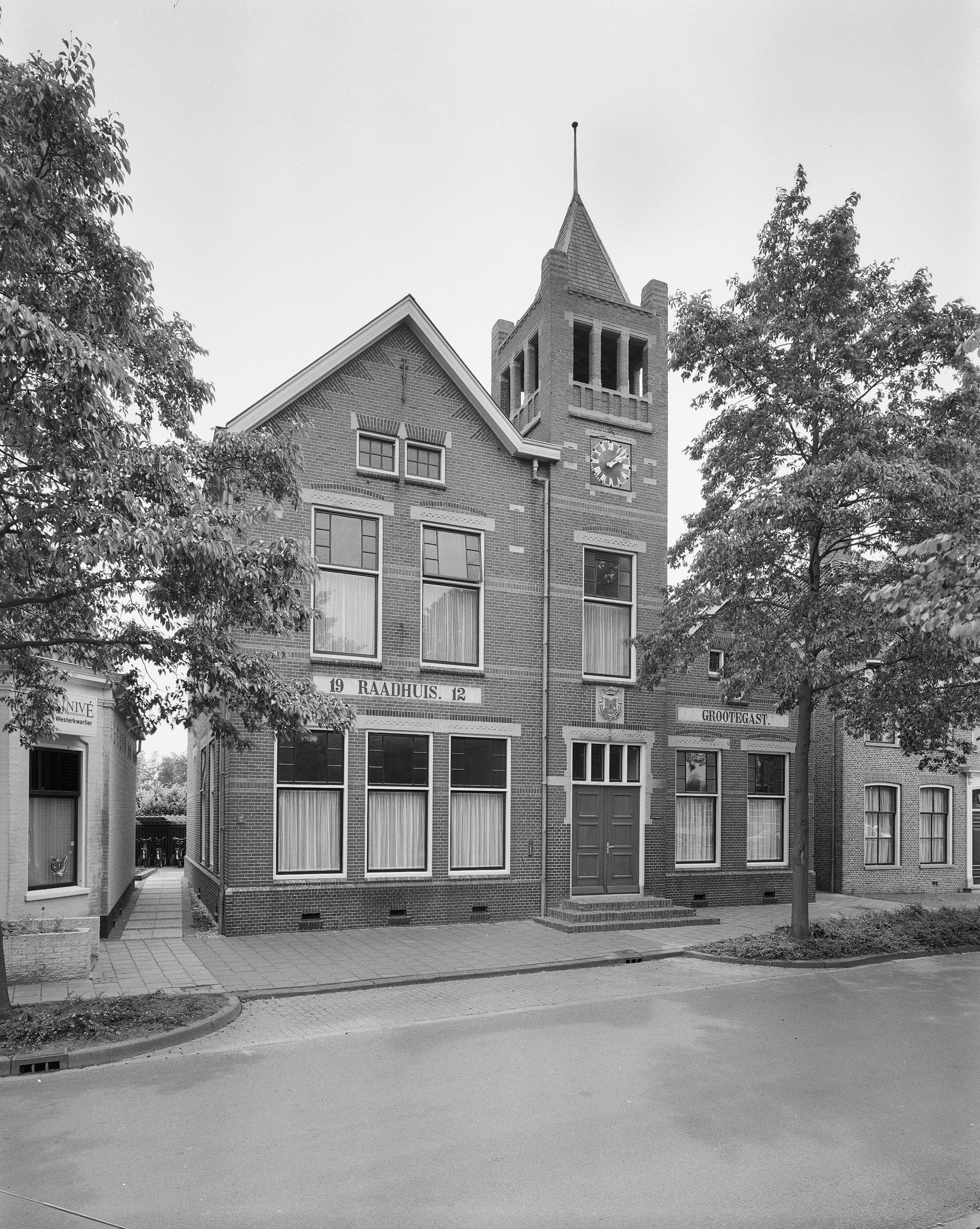
Gemeentehuis van Westerkwartier in Grootegast.

Westerkwartier (Gronings: Westerketier of Westerketaaier) is een gemeente in de Nederlandse provincie Groningen, die op 1 januari 2019 gevormd is uit de gemeenten Grootegast, Leek, Marum en Zuidhorn en een deel van de gemeente Winsum. Het aan Westerkwartier toegevoegde deel van Winsum is het gebied van de in 1990 opgeheven gemeente Ezinge; dit is ruwweg de streek Middag. De nieuwe gemeente, gelegen in de gelijknamige streek Westerkwartier, is met 64.896 inwoners (22 november 2024, bron: CBS) de gemeente met de meeste inwoners van de provincie, op de gemeente Groningen na.
In het noorden van de gemeente ligt het nationaal landschap Middag-Humsterland, een van de oudste cultuurlandschappen van Noordwest-Europa. Het kenmerkt zich door het goed bewaard gebleven verkavelingspatroon en de vele wierden.
Koos Wiersma, tot 1 januari 2019 burgemeester van de eveneens heringedeelde gemeente De Marne, werd per 1 januari 2019 benoemd tot waarnemend burgemeester van deze fusiegemeente. Hij bleef dit tot de benoeming van burgemeester Ard van der Tuuk per 2 oktober 2019.

## Naam
De naam van de gemeente is gelijk aan de streek Westerkwartier. Bij de keuze van de naam zijn daarom weinig discussies gevoerd. De gemeenteraden hebben de naam in 2017 vastgesteld gelijktijdig met het herindelingsontwerp.

## Geschiedenis
Het gebied dat de huidige gemeente Westerkwartier beslaat, bestond tot 1990 uit de gemeenten Ezinge, Oldehove, Grijpskerk, Zuidhorn, Aduard, Oldekerk, Grootegast, Marum en Leek. Acht hiervan werden in 1990 samengevoegd tot vier gemeenten: Zuidhorn, Grootegast en de bestaande gemeenten Marum en Leek. Ezinge werd toen samengevoegd met Winsum. Op 1 januari 2019 ontstond de huidige gemeente Westerkwartier. Hiermee is de situatie van de oude landstreek van het Ommeland van Groningen als rechtsgebied weer op de kaart verschenen. Het enige verschil met het verleden is dat destijds ook de gemeente Hoogkerk bij het gebied hoorde. Die gemeente is echter in 1968 opgegaan in de gemeente Groningen.

## Kernen
De gemeente bestaat uit 41 dorpen (officiële woonkernen). De grootste daarvan zijn Leek, Zuidhorn, Marum, Tolbert en Grootegast.
| Woonplaats (BAG) | Inwoners 2023 |
| ---------------- | ------------- |
| Aduard           | 2.095         |
| Boerakker        | 810           |
| Briltil          | 475           |
| De Wilp          | 1.685         |
| Den Ham          | 140           |
| Den Horn         | 710           |
| Doezum           | 1.200         |
| Enumatil         | 325           |
| Ezinge           | 685           |
| Feerwerd         | 530           |
| Garnwerd         | 340           |
| Grijpskerk       | 2.905         |
| Grootegast       | 3.470         |
| Jonkersvaart     | 240           |
| Kommerzijl       | 500           |
| Kornhorn         | 490           |
| Lauwerzijl       | 195           |
| Leek             | 11.970        |
| Lettelbert       | 145           |
| Lucaswolde       | 195           |
| Lutjegast        | 1.105         |
| Marum            | 6.125         |
| Midwolde         | 185           |
| Niebert          | 735           |
| Niehove          | 130           |
| Niekerk          | 1.370         |
| Niezijl          | 435           |
| Noordhorn        | 1.375         |
| Noordwijk        | 225           |
| Nuis             | 650           |
| Oldehove         | 1.620         |
| Oldekerk         | 1.565         |
| Oostwold         | 710           |
| Opende           | 2.635         |
| Pieterzijl       | 175           |
| Saaksum          | 90            |
| Sebaldeburen     | 585           |
| Tolbert          | 4.455         |
| Visvliet         | 270           |
| Zevenhuizen      | 2.800         |
| Zuidhorn         | 8.610         |

## Bevolking
Totaal: 62.765 inwoners (bron gemeente Westerkwartier)
- Voormalige gemeente Leek 19.655 inwoners
- Voormalige gemeente Zuidhorn 18.920 inwoners
- Voormalige gemeente Grootegast 12.143 inwoners
- Voormalige gemeente Marum 10.469
- Voormalige gemeente Ezinge 1.578 inwoners

### Loop van de bevolking
De gemeente Westerkwartier behoort tot de snelst groeiende gemeenten van Noord-Nederland.
- 1 januari 2019: 63.031 inwoners
- 1 juli 2019: 63.178 inwoners
- 1 januari 2020 63.329 inwoners
- 1 juli 2020: 63.423 inwoners
- 1 januari 2021: 63.660 inwoners
- 1 januari 2022: 64.305 inwoners
- 1 januari 2024: 64.893 inwoners

(Bron: CBS Statline)

## Economie
De gemeente Westerkwartier heeft in 2019 ruim 23.991 arbeidsplaatsen en is daarmee de tweede economie in de provincie. Belangrijke sectoren in de gemeente zijn industrie, handel en landbouw.
De belangrijkste bedrijventerreinen in de gemeente zijn te vinden in Leek, Marum, Grootegast, Grijpskerk en Noordhorn.

### Ontwikkeling aantal banen
- 2015 - 22.330
- 2016 - 22.011
- 2017 - 22.624
- 2018 - 23.292
- 2019 - 23.991
- 2020 - 23.570

Bron: www.destaatvangroningen.nl (2015 tot en met 2017 opgetelde cijfers vier voormalige gemeenten)

## Politiek

### Gemeenteraad
De zetelverdelingen sinds 2019 zijn als volgt:
| Gemeenteraad         | Gemeenteraad | Gemeenteraad | Gemeenteraad | Gemeenteraad |
| Partij               | 2018         | 2018         | 2022         | 2022         |
| Partij               | %            | 33           | %            | 33           |
| -------------------- | ------------ | ------------ | ------------ | ------------ |
| VZ Westerkwartier    | 17,4         | 6            | 27,4         | 10           |
| ChristenUnie         | 16,5         | 6            | 16,6         | 6            |
| GroenLinks           | 14,1         | 5            | 10,9         | 4            |
| CDA                  | 15,9         | 5            | 10,7         | 3            |
| PvdA                 | 10,2         | 4            | 10,2         | 3            |
| Sterk Westerkwartier | 6,2          | 2            | 9,6          | 3            |
| VVD                  | 9,6          | 3            | 6,5          | 2            |
| D66                  | 5,1          | 1            | 5,9          | 2            |
| 50PLUS               | 3,4          | 1            | 2,1          | -            |

Raadsgriffier
- Onno de Vries[3]

### College van B&W
Het college van burgemeester en wethouders bestaat sinds 13 juli 2022 uit:
Burgemeester
- Ard van der Tuuk (PvdA) (sinds 2 oktober 2019): Wettelijke taken; Algemene beleidscoördinatie; Personeel en Organisatie; Dienstverlening; Juridische Zaken; ICT/digitalisering/privacy; Openbare orde en Veiligheid; Lobby en positionering; Internationaal (zustergemeenten); Communicatie

Wethouders
- Hans Haze (VZ Westerkwartier): Woningbouw; Volkshuisvesting; Huisvesting statushouders; Ruimtelijke ordening; Landbouw
- Bert Nederveen (ChristenUnie): Financiën; Grondbeleid; Gemeentelijke vastgoed: beheer en onderhoud; Wmo; Welzijn; Ouderen; Plattelandsbeleid, natuur en Landschap; Dierenwelzijn
- Bé Schollema (GroenLinks/PvdA): Duurzaamheid: Energietransitie, Klimaatadaptatie; Waterketen; Gaswinning en aardbevingen; Milieu/ afval; Jeugd; Onderwijs en onderwijshuisvesting; Bibliotheken; Laaggeletterdheid; Leerlingenvervoer; Kunst en Cultuur
- Richard Lamberst (VZ Westerkwartier): Economische Zaken; Recreatie en Toerisme; Werk en Inkomen; Arbeidsmarkt en werkgelegenheid; Participatiewet; Armoedebeleid
- Harry Stomphorst (Sterk Westerkwartier): Beheer openbare ruimte; Vergunningen, Toezicht en Handhaving; Infrastructuur en verkeer; Sport, inclusief sportvastgoed; Gezondheid; Publiek vervoer

Gemeentesecretaris
- Ruud Kleijnen

## Aangrenzende gemeenten
| Aangrenzende gemeenten | Aangrenzende gemeenten | Aangrenzende gemeenten | Aangrenzende gemeenten | Aangrenzende gemeenten |
| ---------------------- | ---------------------- | ---------------------- | ---------------------- | ---------------------- |
| Noardeast-Fryslân (Fr) |                        | Het Hogeland           |                        |                        |
|                        |                        |                        |                        |                        |
| Achtkarspelen (Fr)     | Groningen              |                        |                        |                        |
|                        |                        |                        |                        |                        |
| Smallingerland (Fr)    |                        | Opsterland (Fr)        |                        | Noordenveld (Dr)       |